# Suối Sập (Phù Yên)
Suối Sập là một phụ lưu cấp 1 của sông Đà, chảy ở huyện Phù Yên và huyện Bắc Yên, tỉnh Sơn La, Việt Nam .
Suối Sập dài cỡ 45 km, và là ranh giới tự nhiên cho hai huyện nói trên ở vùng này.

## Dòng chảy
Suối Sập khởi nguồn từ lưới suối ở dãy núi cao trên 1500 m ở giáp giới tỉnh Sơn La và Yên Bái 21°22′50″B 104°33′33″Đ / 21,38056°B 104,55917°Đ . Đoạn đầu của nó ở bản Sáng (làng Sáng) và có tên suối Sáng hoặc suối Làng Sáng. Suối chảy cong từ hướng đông nam sang nam rồi tây nam, là ranh giới tự nhiên cho hai xã Suối Tọ huyện Phù Yên và xã Tà Xùa huyện huyện Bắc Yên.
Sang đoạn giữa hai xã Suối Bau huyện Phù Yên và xã Phiêng Ban huyện huyện Bắc Yên nó uốn cong ngược lại.
Tới giữa hai xã Đá Đỏ huyện Phù Yên và xã Song Pe huyện huyện Bắc Yên nó chảy hướng nam và đổ vào sông Đà bên bờ trái .

## Thủy điện
Thủy điện Suối Sập gồm các thủy điện trên dòng chính, và trên phụ lưu như suối Háng Đồng cũng có các thủy điện nhỏ .
- Thủy điện Suối Sập 1 công suất 20 MW, tại xã Tà Xùa huyện Bắc Yên khởi công 2011, hoàn thành 2013 [6][7].
- Thủy điện Suối Sập 2 công suất 14,5 MW tại xã Suối Tọ huyện Phù Yên hoàn thành 2007. Là công trình đầu tiên nên thường được gọi là "thủy điện Suối Sập" [6][7].
- Thủy điện Suối Sập 3 công suất 14 MW, tuyến đập tại Bản Mòn xã Phiêng Ban huyện Bắc Yên, nhà máy tại xã Suối Bau, huyện Phù Yên, khởi công 2008, hoàn thành 2011 [6][8].

## Chỉ dẫn
1. ↑  Trong tiếng Thái-Tày "Nậm" có nghĩa là nước, sông, suối.

- Cần phân biệt Suối Sập (Phù Yên) bên bờ trái sông Đà với Suối Sập (Yên Châu) bên bờ phải. Hai suối Sập này ở cách nhau không xa, cỡ 10 km.